# Torsten Bergström
Torsten Bergström (ur. 1 maja 1903, zm. 4 czerwca 1980) – szwedzki zapaśnik walczący w stylu klasycznym. Srebrny medalista mistrzostw Europy w 1929 roku. 
Mistrz kraju w 1929 roku.